# ÖFilm
öFilm ist eine Filmproduktionsfirma in Köln, die 1990 in Berlin gegründet wurde. Sie produzierte bisher über 80 Filme, darunter Sonnenallee.

## Geschichte
Ende 1990 gründeten Katrin Schlösser und Frank Löprich die öFilmproduktion in Berlin, deren Name den gemeinsamen Buchstaben ihrer Nachnamen enthielt. Beide waren bis dahin bei der DEFA beschäftigt gewesen. Sie wollten nach der Wende vor allem ostdeutsche Dokumentarfilmer unterstützen, unter den neuen schwierigen Bedingungen weiter Filme drehen zu können, darunter die bekannten Jürgen Böttcher, Thomas Heise, Volker Koepp und Helke Misselwitz und den Spielfilmregisseur Andreas Kleinert. Es entstanden in den folgenden Jahren zahlreiche Filme besonders über ostdeutsche Themen, vor allem von jungen Filmemachern auch westdeutscher Herkunft. Einige Produktionen erhielten Preise, es gab Aufführungen auf Filmfestivals.
Seit 2016 führen Katrin Schlösser und Hannah Dörr (auch mit ö) die Filmgesellschaft öFilm mit dem neuen Produktionssitz in Köln und produzierten dort seitdem mehrere eigene Filme.

## Filmproduktionen
Es gab 80 Filme bis 2021, die vollständig angegeben sind.
1991
- Bruttovinetto, Regie: Barbara Metselaar, Dokumentarfilm
- Fischfrauen, Regie: Helke Misselwitz, Dokumentarfilm
- In Grüneberg, Regie: Volker Koepp, Dokumentarfilm
- In Karlshorst, Regie: Volker Koepp, Dokumentarfilm
- Kluge Frauen, helle Mädchen, Regie: Gerd Kroske, Dokumentarfilm
- Woher, Wohin. Heimatgeschichten. Regie: Gabriele Denecke/Anne Richter/Heinz Brinkmann, Dokumentarfilm
- Tell me the tales, Regie: Gabriele Denecke, Dokumentarfilm

1992
- Auch Versöhnung braucht Zeit, Regie: Stefan Richter, Dokumentarfilm
- Der unbekannte Ort. Musik aus Altdöbern, Regie: Stefan Richter. Dokumentarfilm
- Der unbekannte Ort. Haben Sie gesehen, haben sie gehört? Über jüdisches Leben in Potsdam, Regie: Anne Richter. Dokumentarfilm
- Sammelsurium. Ein ostelbischer Kulturfilm, Regie: Volker Koepp. Dokumentarfilm
- Der unbekannte Ort. Zwischenträume, Regie: Stefan Richter. Dokumentarfilm
- Der unbekannte Ort. Polizeipostendoppelporträt, Regie: Jörg Foth. Dokumentarfilm
- Der unbekannte Ort. Einstein in Caputh, Regie: Gabriele Denecke. Dokumentarfilm
- Der unbekannte Ort. Einer geht noch, Regie: Gabriele Denecke. Dokumentarfilm
- Stille Wasser, Regie: Karsten Laske. Spielfilm
- Stau. Jetzt gehts los, Regie: Thomas Heise. Dokumentarfilm
- Langer Gang, Regie: Yilmaz Aslan. Spielfilm

1993
- Aufbruch. Zwischen Potsdam und Bremen, Regie: Gabriele Denecke. Dokumentarfilm
- Die Wismut, Regie: Volker Koepp. Dokumentarfilm, ausgezeichnet
- Das Raf. Ein Ausreißversuch, Regie: Volker Koepp. Dokumentarfilm
- Ein Landfilm, Regie: Volker Koepp. Dokumentarfilm

1994
- 1994 Edwin, Regie: Joseph Orr. Spielfilm
- Parajanow. Ein Requiem, Regie: Ron Holloway. Dokumentarfilm
- Rodarquilar, Regie: Christine Schlegel. Dokumentarfilm
- Oben. Unten, Regie: Joseph Orr. Spielfilm
- Baga Moyo, Regie: Gabriele Denecke. Dokumentarfilm
- Was bleibt. Erinnerung an Erich Fried, Regie: Roland Steiner/Anne Richter/Frank Löprich. Dokumentarfilm
- Tir na nog. Deutsche Auswanderer in Irland, Regie: Jörg Foth. Dokumentarfilm
- Bahnhof Brest, Regie: Gerd Kroske. Dokumentarfilm
- Ich bin mit meiner Angst allein, Regie: Dieter Chill/Stephan Suschke. Dokumentarfilm
- Der Fall Nr. 21548, Regie: Cathy Levy. Dokumentarfilm
- Berlin, 10:46, Regie: Torsten C. Fischer/Jean-Philippe Toussaint. Spielfilm
- Die Vettern von Wahlstatt, Regie: Leonija Wuss-Mundeciema. Dokumentarfilm

1995
- Wilder Westerwald, Regie: Bernd Löhr. Spielfilm
- Neben der Zeit, Regie: Andreas Kleinert. Spielfilm
- Ostpreußenland. 559 km nach Kaliningrad, Regie: Andreas Voigt. Dokumentarfilm

1996
- A tickle in the heart, Regie: Stefan Schwietert. Dokumentarfilm. koproduziert mit zero one film
- Edgar, Regie: Karsten Laske. Spielfilm
- Vokietukai, Regie: Victor von Blücher/Britt Beyer. Dokumentarfilm
- Rache, Regie: Bernd-Michael Lade. Spielfilm

1997
- Barluschke, Regie: Thomas Heise. Dokumentarfilm
- Mutter und Sohn, Regie: Alexander Sokurow. Spielfilm, koproduziert mit zero one film
- Pi. Die Polizistin, Regie: Carolin Otto. Spielfilm

1998
- Lichter aus dem Hintergrund, Regie: Helga Reidemeister. Dokumentarfilm
- Memory of Berlin, Regie: John Burgan. Dokumentarfilm

1999
- Aviatricen, Regie: Regine Kühn/Eduard Schreiber. Dokumentarfilm
- Sonnenallee, Regie: Leander Haußmann. Spielfilm, koproduziert, mit Boje Buck Produktion
- Der Sohn des verrückten Dichters, Regie: Ayse Buchara. Spielfilm
- Titanic noch einmal, Regie: Maria Teresa Camoglio. Kinderfilm
- Mein großer Bruder, Regie: Maria Teresa Camoglio. Kinderfilm
- Wege in die Nacht, Regie: Andreas Kleinert. Spielfilm

2000
- Neustadt/Stau. Stand der Dinge, Regie: Thomas Heise. Dokumentarfilm
- Trotzkis Traum, Regie: Regine Kühn/Eduard Schreiber. Dokumentarfilm
- Die Spezialistenshow, Regie: Marc-Andreas Bochert. Kinderfilm
- Zurück auf Los, Regie: Pierre Sanoussi-Bliss. Spielfilm
- Pferdestärken, Regie: Carolin Otto. Kinderfilm

2001
- Bloß kein Baby, Regie: Klaus Krämer. Kinderfilm
- Fernweh, Regie: Klaus Krämer. Kinderfilm
- Konzert im Freien, Regie: Jürgen Böttcher. Dokumentarfilm
- Zutaten für Träume, Regie: Gordian Maugg. Spielfilm

2002
- Auf demselben Planeten, Regie: Katrin Eißing. Dokumentarfilm
- Befreite Zone, Regie: Norbert Baumgarten. Spielfilm
- Graslöwen, Regie: Jürgen R. Weber. Kinderserie

2003
- Jargo, Regie: Maria Solrun. Spielfilm

2004
- Kommune der Seligen, Regie: Klaus Stanjek. Dokumentarfilm

2005
- Silver Girls, Regie: Alice Agneskircher. Doku-Serie
- Butler. Die Kunst des Dienens, Regie: Tamsin Walker/Jürgen R. Weber. Doku-Serie

2006
- Stellmichein! Regie: Katrin Rothe. Doku-Serie
- Montag kommen die Fenster, Regie: Ulrich Köhler. Spielfilm
- Sommer ’04. Regie: Stefan Krohmer. Spielfilm
- Mein Tod ist nicht dein Tod, Regie: Lars Barthel. Dokumentarfilm

2007
- Karger, Regie: Elke Hauck. Spielfilm
- Du bist nicht allein, Regie: Bernd Böhlich. Spielfilm

2008
- Kinder, wie die Zeit vergeht, Regie: Thomas Heise, Dokumentarfilm, koproduziert mit ma.ja.de

2010
- Schlafkrankheit, Regie: Ulrich Köhler. Spielfilm, koproduziert mit Komplizen Film

2013
- Westen, Regie: Christian Schwochow. Spielfilm, koproduziert mit zero one film

2019
- Szenen meiner Ehe, Regie: Katrin Schlösser. Dokumentarfilm
- Midas oder die schwarze Leinwand, Regie: Hannah Dörr. Kurzspielfilm

2021
- Das Massaker von Anröchte, Regie: Hannah Dörr. Spielfilm

2025
- In Ewigkeit Ameisen, Regie Hannah Dörr, Kurzspielfilm

## Ehrungen
- 2007 Programmpreis der DEFA-Stiftung, als erste Filmproduktionsgesellschaft, "Der Preis steht also für politischen Mut und künstlerische Sensibilität, für Stehvermögen, Idealismus, Teamgeist, Neugierde, Vertrauen."[3]
- 2010 Programmreihe der Deutschen Kinemathek im Berliner Kino Arsenal anlässlich des 20-jährigen Bestehens.
- Auch einige Filmproduktionen wurden ausgezeichnet, wie die Koproduktion Sonnenallee mit dem Deutschen Filmpreis.